# Гибель конвоя «Такэ Ити»
Конвой Такэ Ити (яп. 竹一) («Бамбук No. 1») — японский конвой во время Второй мировой войны. Конвой отправился из Шанхая 17 апреля 1944 года с двумя пехотными дивизиями на борту для подкрепления обороняющихся японских подразделений на Филиппинах и западе Новой Гвинеи. Подводные лодки флота США (USN) атаковали конвой 26 апреля и 6 мая, затопив четыре транспорта и уничтожив более 4 000 солдат. В связи с этими потерями конвой отправился к Хальмахере, где уцелевшие солдаты и их вооружение были выгружены.
Потеря конвоя «Такэ Ити» имела важные стратегические последствия. Провал доставки двух дивизий по назначению без потерь стал причиной решения японского Генерального штаба о переносе линии японского оборонительного периметра на 600 миль. Боеспособность дивизий также была подорвана этими потерями, обе они впоследствии приняли участие в боевых действиях, однако внесли лишь небольшой вклад в защиту позиций Японской империи.

## Предыстория
В сентябре 1943 года Императорский флот Японии (IJN) и Императорская армия Японии (IJA) согласовали размещение оборонительных позиций вдоль линии японской «абсолютной зоны национальной обороны». Периметр этой зоны начинался от Марианских и Каролинских островов, далее шёл к западу Новой Гвинеи, морям Банда и Флорес. В то же самое время армейских подразделений по этому периметру было недостаточно, и было принято решение перебросить дополнительные войска из Китая и Маньчжурии для защиты авиабаз, которые были основой японских оборонительных планов. Тем не менее, переброска этих войск из-за недостатка транспортных судов была отменена. Задаче переброски подкреплений на Марианские и Каролинские острова был дан наивысший приоритет, и подразделения, предназначенные для западной части Новой Гвинеи оставались в Китае до апреля 1944 года, когда появились свободные транспортные суда.
В начале 1944 года подводные лодки Союзников уничтожили множество японских судов. Их деятельности часто помогали разведданные, полученные с помощью «Ультра», относительно маршрутов кораблей, которые радиоразведка собирала из радиопереговоров, а затем декодировала. В японском флоте было принято по радиосвязи передавать координаты и маршруты конвоев, которые эскортировали корабли флота, и расшифровка этих сообщений позволила морскому командованию Союзников предупреждать подводные лодки, находящиеся в непосредственной близости от маршрутов конвоев. Капитаны подводных лодок имели возможность самостоятельно планировать свои маршруты и атаковать, когда условия для этого были наиболее благоприятны.
Неудачная доктрина противолодочной обороны японского флота также способствовала увеличению потерь японских судов. Японский флот установил низкий приоритет для защиты грузовых судов от подводных лодок до и в первые годы войны и практика морских конвоев обычно до 1943 года не применялась. Главное командование эскортирования конвоев было создано в апреле 1944 года для того, чтобы создать штат старших командиров, которые могли командовать конвоями, так как никто не имел опыта конвойных операций и противолодочной борьбы.
Нападения на грузовые суда в феврале 1944 года привели к смене японцами численности их конвоев. В течение этого месяца свыше десяти процентов японских грузовых судов было затоплено подводными лодками и самолётами. Среди этих потерь были также несколько транспортов, перевозивших подкрепления на Марианские и Каролинские острова. В ответ Главное командование эскортирования конвоев увеличило средний размер японских конвоев с пяти судов до «больших» конвоев по 10—20 судов. Эти изменения позволили японскому флоту сосредоточить больше эскортных кораблей в каждом конвое, кроме того, как рассчитывали японцы, это снижало количество целей для подводных лодок. В то время как японское командование относило снижение потерь от подводных лодок в марте на счёт новой тактики, в действительности это снижение произошло в связи с тем, что подводные лодки Тихоокеанского флота ВМС США были отозваны для прикрытия рейдов Быстрого авианосного оперативного соединения в этом месяце.
Конвой «Такэ Ити» был собран в Шанхае в апреле 1944 года. Его задачей была перевозка 32-й дивизии на Минданао и основной части 35-й дивизии на западное побережье Новой Гвинеи. Обе дивизии были сформированы в 1939 году и принимали участие в боевых действиях в Китае во время Японо-китайской войны. Один из трёх пехотных полков 35-й дивизии в начале апреля был выведен из её состава и отправлен на острова Палау, куда через месяц прибыл без потерь.
Две дивизии были погружены на большие транспортные суда под защитой крупных сил эскорта. Командовать конвоем был назначен контр-адмирал Садамити Кадзиока, который принимал ранее участие в ряде операций, включая сражение за остров Уэйк. Охрану конвоя обеспечивала недавно созданная 6-я эскортная группа, которая включала флагман Кадзиоки минный заградитель Сиратака, эсминцы Асакадзэ, Сирацую и Фудзинами, фрегат Курахаси, океанские эскортные корабли («кайбокан») CD-20 и CD-22, тральщик W-2, противолодочные корабли CH-37 и CH-38 и канонерские лодки Удзи, Атака и Тама Мару No. 7.

## Движение конвоя

### Из Шанхая в Манилу
Конвой «Такэ Ити» вышел из Шанхая в Манилу 17 апреля и первоначально включал 15 транспортов и 6-ю группу эскортирования конвоев. Семь транспортов направлялось только до Манилы, а 32-я и 35-я дивизии занимали по четыре судна каждая. Дешифровальщики Союзников расшифровали радиосообщения об отправке конвоя и последующие радиоперехваты позволили отслеживать его маршрут в южном направлении.
Разведданные по перехваченным радиосигналам позволили направить подводную лодку Джэк на перехват конвоя, и она обнаружила его у северо-западного берега Лусона утром 26 апреля. Капитан подводной лодки, командор Томми Дайкерс, предпринял манёвр на позицию для атаки конвоя, но потерял контакт, когда был вынужден уходить от японской подводной лодки. Самолёт обнаружил и атаковал Джек несколькими минутами позже, но конвой не изменил свой курс. Дайкерс снова обнаружил конвой в полдень после обнаружения дыма из труб Сиратаки и всплыл на поверхность за час до захода солнца, из-за чего подвергся ещё одной атаке японского самолёта и был вынужден погрузиться.
Джэк всплыл на поверхность снова после наступления темноты и успешно атаковал после захода луны. Дайкерс обнаружил, что японский эскорт слишком бдительный, чтобы было возможно подплыть ближе к конвою. Поэтому Джэк трижды атаковал конвой в общей сложности девятнадцатью торпедами с большого расстояния по скоплению судов в центре конвоя. В результате атаки было затоплено 5425-тонное грузовое судно Ёсида Мару, которое перевозило один из полков 32-й дивизии. Все 3000 солдат на борту утонули, так как судно погрузилось под воду очень быстро. Остальные японские суда продолжили путь в Манилу, прибыв 29 апреля.

### Из Манилы в Хальмахеру
Пункт назначения 32-й дивизии изменился во время перехода из Шанхая в Манилу. Генеральный штаб вооружённых сил Японии осознал всё возрастающие трудности переброски морским путём подкреплений на передовую, что означало невозможность завершения запланированного укрепления «абсолютной зоны национальной обороны» до подхода наступающих сил Союзников. В результате было принято решение использовать эти дивизии для подкрепления японской 2-й армии в западной части Новой Гвинеи и в восточной части Голландской Ост-Индии, которые находились под непосредственной угрозой наступления, в отличие от Минданао.
Конвой «Такэ Ити» продолжил свой путь в Новую Гвинею 1 мая. На этот раз в него входило уже восемь транспортов (один из шедших ранее в Манилу транспортов заменил Ёсида Мару) под эскортом Сиратаки, Асакадзэ, Сирацую, тральщика W-22, CH-37 и CH-38. Конвою был назначен специальный маршрут, разработанный Третьим южным экспедиционным флотом для снижения риска встречи с американскими подводными лодками.
Радиоразведка США перехватили сообщения, свидетельствующие о выходе конвоя из порта. 2 мая аналитики определили его размер в девять транспортов и семь эскортных кораблей, на борту которых находилось 12784 солдат 32-й дивизии и неизвестное количество солдат 35-й дивизии. Расшифровав зашифрованные японским морским кодом сообщения, Союзники получили информацию о маршруте конвоя, его скорости, полуденных координатах и пункте назначения. Эта информация была передана командованию 2 мая и флот США начал расстанавливать засады подводных лодок на пути конвоя.
Конвой «Такэ Ити» подвергся атаке подводной лодки 6 мая. В этот день подводная лодка Гунард перехватила японские суда в Целебесском море у северо-восточной оконечности Целебеса. Капитан Гунарда, командор Герб Эндрюс, погрузился и осторожно подошёл к месту следования конвоя, избежав обнаружения авиацией. Он занял позицию для торпедной атаки через четыре часа и выпустил шесть торпед по двум транспортам. Только одна из торпед попала в цель, а другая, прошедшая мимо намеченной цели, попала в другой транспорт. Эндрюс повернул свою лодку и Гунард выпустил залп кормовыми торпедными аппаратами, который поразил третий транспорт. Один из японских эсминцев контратаковал Гунард и заставил Эндрюса прекратить атаку. Эсминец следовал на слишком большой скорости, чтобы он мог обнаруживать перемещения подводной лодки, поэтому он не смог уничтожить подводную лодку, несмотря на то, что сбросил около 100 глубинных бомб.
Гунард поднялся на перископную глубину через два часа и обнаружил, что в этот момент основные усилия предпринимаются для спасения солдат и вооружений с торпедированных транспортов. Этой ночью подводная лодка торпедировала один из тонущих транспортов, который всё ещё находился на плаву. В результате атаки Гунарда затонули транспорты Аден Мару (5825 тонн) и Тайдзима Мару (6995 тонн), а также грузовое судно Тенсиндзан Марау (6886 тонн). Несмотря на то, что спасательные мероприятия были относительно успешны, 1290 солдат погибли, а большая часть их вооружений затонула.
Из-за тяжёлых потерь конвой «Такэ Ити» получил приказ направиться на Хальмахеру в восточной части Голландской Ост-Индии вместо продолжения пути в Новую Гвинею. Уцелевшие суда прибыли к Хальмахере 9 мая. Обе дивизии и их вооружения были выгружены и конвой отправился в Манилу 13 мая, куда прибыл 20 мая без дополнительных потерь.

## Последующие события
Атаки конвоя «Такэ Ити» нанесли большой урон боеспособности 32-й и 35-й дивизий. Количество подразделений 32-й дивизии снизилось с девяти до пяти пехотных батальонов и с четырёх до полутора артиллерийских батальонов. Только четыре из шести пехотных батальонов 35-й дивизии, которые переправлялись конвоем, достигли Хальмахеры, при этом большая часть артиллерии была утрачена.
Уничтожение конвоя «Такэ Ити» также убедило японское командование в невозможности дальнейшей переброски подкреплений в западную часть Новой Гвинеи. Когда командующий 2-й армией генерал-лейтенант Коретика Анами запросил, чтобы уцелевшие суда попытались перебросить 35-ю дивизию в Новую Гвинею, он получил отказ от Генерального штаба. Потери конвоя способствовали тому, что Генеральный штаб принял решение перенести периметр «абсолютной зоны национальной обороны» назад, к линии от Соронга к Хальмахере. Таким образом периметр отодвинулся на 600 миль по сравнению с тем, как планировалось в марте.
Командование японского флота провело совещание в Маниле в июне относительно анализа неудачи конвоя «Такэ Ити». Японские офицеры полагали, что японские коды остаются тайными и обсудили альтернативные объяснения провала конвоя. Среди таких объяснений было усиление радиосигналов во время перехода конвоя, которые были обнаружены радиоразведкой Союзников, случайное разглашение информации одним из японских офицеров в Маниле и наличие шпионов Союзников в Маниле, которые по радио передали сообщения о составе конвоя и дате отплытия. В итоге совещания было признано, что неудача конвоя связана с деятельностью шпионов в Маниле, и японские коды не были изменены.
Некоторые из уцелевших подразделений 32-й и 35-й дивизий позднее приняли участие в боевых действиях против американских войск. 35-я дивизия была переброшена из Хальмахеры в Соронг на небольших судах в мае. Полк, который должен был быть направлен на Палау в апреле, был успешно переправлен в Новую Гвинею. Подразделения 35-й дивизии впоследствии приняли участие в сражениях за Биак и Сансапор, но большая часть дивизии была развёрнута на полуострове Чендравасих, где находилась в изоляции до сентября 1944 года. 32-я дивизия была оставлена в Хальмахере и пополнила гарнизон острова. Большая часть дивизии впоследствии приняла участие в боевых действиях на острове Моротай, где понесла тяжёлые потери во время контрнаступления на силы Союзников, которые создали там базу в сентябре-октябре 1944 года.